# Onoclea × glaciogena
Onoclea × glaciogena là một loài dương xỉ trong họ Onocleaceae. Loài này được Wagner, Sm. & Pray mô tả khoa học đầu tiên..
Danh pháp khoa học của loài này chưa được làm sáng tỏ. 